# كاثلين كيركهام
كاثلين كيركهام (بالإنجليزية: Kathleen Kirkham)‏ هي ممثلة أمريكية، ولدت في 15 أبريل 1895 في الولايات المتحدة، وتوفيت بنفس المكان في 7 نوفمبر 1961.

## أعمال

### أفلام
- (1918) العذراء المتزوجة

## وصلات خارجية
- كاثلين كيركهام على موقع IMDb (الإنجليزية)
- كاثلين كيركهام على موقع قاعدة بيانات الفيلم (الإنجليزية)